# Gramincola gracilis
Gramincola gracilis är en svampart som beskrevs av Josef Velenovský 1947. Gramincola gracilis ingår i släktet Gramincola, ordningen Agaricales, klassen Agaricomycetes, divisionen basidiesvampar och riket svampar.   Inga underarter finns listade i Catalogue of Life.